# 서울미디어코믹스
서울미디어코믹스(SeoulMediaComics, SMC)는 서울문화사가 2018년 3월 만화사업부를 분사시킴에 따라 생긴 회사인데 뒷날 카카오가 지분을 대량 인수했다. 

## 콘텐츠 제휴 잡지
- 시사저널 - 시사 종합지
- 우먼센스 - 종합 여성 교양지
- 리빙센스 - 여성 생활 정보지
- 아레나 - 남성 종합지
- 베스트베이비 - 육아 정보지
- 에쎈 - 요리 생활 정보지
- 윙크 - 청소년 순정 만화지(서울문화사가 2018년 3월 만화사업부를 서울미디어코믹스로 분사시킴에[3] 따라 현재는 서울미디어코믹스에서 발행 중)
- 아이큐점프 - 월간 소년 만화지(서울문화사가 2018년 3월 만화사업부를 서울미디어코믹스로 분사시킴에[4] 따라 현재는 서울미디어코믹스에서 발행 중)
- 코믹진-점프/윙크 - 디지털 전용 스마트 만화 잡지(서울문화사가 2018년 3월 만화사업부를 서울미디어코믹스로 분사시킴에[5] 따라 현재는 서울미디어코믹스에서 발행 중)
- 일요신문 - 시사 종합신문(주간지)
- 그라치아- 격주간 패션지
- 보물섬- 종합학습만화지
- 나일론 - 패션잡지 (2018년 카카오M 인수[6])